# Te soñé
Te soñé è un singolo del gruppo musicale argentino Erreway, pubblicato nel 2002, come primo estratto del secondo album in studio Tiempo.
Il videoclip è stato girato da Cris Morena e ha come protagonisti Luisana Lopilato e Felipe Colombo.

## Tracce
Testi e musiche di Cris Morena e Carlos Nilson.
1. Te soñé – 3:00